# A Origem
Inception (bra/prt: A Origem) é um filme estadunidense de 2010, dos gêneros ficção científica e ação, escrito, dirigido e produzido por Christopher Nolan. É estrelado por Leonardo DiCaprio,  Elliot Page e Joseph Gordon-Levitt, além de Marion Cotillard, Ken Watanabe, Tom Hardy, Cillian Murphy, Dileep Rao, Tom Berenger e Michael Caine. DiCaprio faz o papel de Dom Cobb, um ladrão especializado em extrair informações do inconsciente dos seus alvos durante o sonho. Incapaz de visitar seus filhos, Cobb tem a chance de vê-los em troca de um último trabalho: fazer a inserção, plantar a origem de uma ideia na mente de um rival de seu cliente.
O desenvolvimento do filme começou em 2001, quando Nolan escreveu um tratamento de 80 páginas sobre ladrões de sonhos, apresentando a ideia para a Warner Bros. A história foi originalmente concebida como um filme de ação, inspirado nos conceitos de sonhos lúcidos e incubação de sonhos. Sentindo que precisava de mais experiência em filmes de grande orçamento, Nolan optou por outros longas e decidiu trabalhar mais seis meses no roteiro de Inception antes que a Warner o comprasse, em fevereiro de 2009. As filmagens passaram por seis países e quatro continentes, começando em Tóquio, em junho de 2009, e terminando no Canadá, em novembro do mesmo ano. O compositor Hans Zimmer compôs a trilha sonora do filme usando trechos da canção "Non, je ne regrette rien", de Edith Piaf.
Inception teve um orçamento oficial de 160 milhões de dólares, dividido o custo entre a Warner e a Legendary Pictures. A reputação e o sucesso de Nolan obtidos com The Dark Knight ajudou a conseguir mais 100 milhões de dólares para divulgação. Inception teve sua estreia em Londres, no dia 8 de julho de 2010, e foi lançado em cinemas convencionais e IMAX no dia 14 de julho de 2010. Impulsionado pela boa crítica, arrecadou 839 381 898 dólares na bilheteria mundial. Foi indicado a oito Oscars, incluindo Melhor Filme, vencendo em quatro categorias, melhor fotografia, melhores efeitos visuais, melhor edição de som e melhor mixagem de som.

## Enredo
Dom Cobb, juntamente com seu organizador e braço direito Arthur, estão em uma missão de invasão da mente do poderoso empresário japonês Saito usando uma técnica de espionagem industrial através dos sonhos. A dor é sentida nos sonhos, porém a morte leva a pessoa a acordar. Cobb carrega consigo um totem na forma de pião, que originalmente pertencia à sua falecida esposa Mal, para determinar se ele está sonhando ou não. A extração falha devido à intervenção de Mal, cujas lembranças assombram a mente de Cobb e sabotam suas missões. Saito revela que ele estava, na verdade, fazendo um teste para saber se a equipe tinha capacidade de fazer uma inserção, ou seja, usar os sonhos de uma pessoa para implantar a origem de uma ideia. Em troca, ele promete livrar todas as acusações de assassinato contra Cobb, se a missão for bem sucedida, para que ele possa rever seus filhos nos Estados Unidos.
O alvo de Saito é Robert Fischer, filho do inimigo empresarial dele, Maurice Fischer. O objetivo é convencer Fischer a dividir o império do pai após a morte dele. Cobb recruta Eames, um falsificador capaz de mudar de aparência física dentro dos sonhos, Yusuf, um químico que formula sedativos, e Ariadne, uma estudante que ele e Arthur treinam para criar os cenários dos sonhos. Quando o velho Fischer morre em Sydney, Saito e a equipe dividem um voo com Robert Fischer para Los Angeles a fim de sedá-lo. Com Fischer inconsciente, eles entram no sonho de Yusuf, uma área metropolitana chuvosa, e sequestram Fischer. Entretanto, são atacados pelas projeções treinadas do inconsciente de Fischer, e Saito é ferido gravemente. Devido à influência dos sedativos e as múltiplas camadas de sonhos, a morte leva a pessoa para o limbo, um mundo de sonhos não construídos, por um tempo aparentemente indefinido. Cobb revela a Ariadne que ele passou anos no limbo com Mal, onde eles moldaram um mundo de acordo com suas ideias e que, ao acordarem, Mal ficou convencida de que eles ainda estavam sonhando e cometeu suicídio, incriminando Cobb para persuadi-lo a fazer o mesmo. Porém, ele fugiu dos EUA e das acusações.
Eames muda sua forma para a de Peter Browning, o padrinho de Fischer, para tentar extrair informações de Fischer mas nada consegue. A equipe entra em uma van e são sedados para o sonho de Arthur, um hotel, onde eles convencem Fischer de que ele foi sequestrado no primeiro nível por Browning e que devem entrar na mente dele para determinar seus motivos. Na verdade, o sonho é o de Eames, uma área montanhosa e nevada onde devem invadir uma fortaleza para revelar a ideia plantada. Para acordar e proteger a equipe, um membro fica para trás em cada nível com "chutes" sincronizados: Yusuf dirigindo a van para fora de uma ponte, Arthur explodindo um elevador com os corpos da equipe em gravidade zero, e Eames detonando explosivos na fortaleza da montanha.
Fischer acaba sendo morto por Mal e vai para o limbo. Ariadne e Cobb o seguem para confrontá-la. Lá, Mal tenta convencer Cobb a ficar, fazendo com que ele questione sua própria realidade. Cobb revela que ele plantou uma ideia na mente de Mal para que ela acordasse, fazendo-o indiretamente responsável por sua morte. Ela o ataca, porém Ariadne atira nela. Cobb permanece no limbo para localizar Saito, que havia morrido no nível anterior, enquanto Fischer e Ariadne retornam para a fortaleza, onde Fischer chega à conclusão de que seu pai desejava que ele viesse a ser um homem de convicções próprias. Cobb consegue localizar um envelhecido Saito e lhe diz que ambos precisam retornar à realidade. Ele acorda de volta no avião e encontra todos bem. Saito honra o acordo com Cobb e o livra das acusações de assassinato; Cobb entra nos EUA e finalmente retorna para sua casa. Ele gira o pião para verificar se está sonhando ou não, porém é distraído por seus filhos antes que qualquer resolução possa ser vista, deixando o final aberto a interpretações.

## Elenco

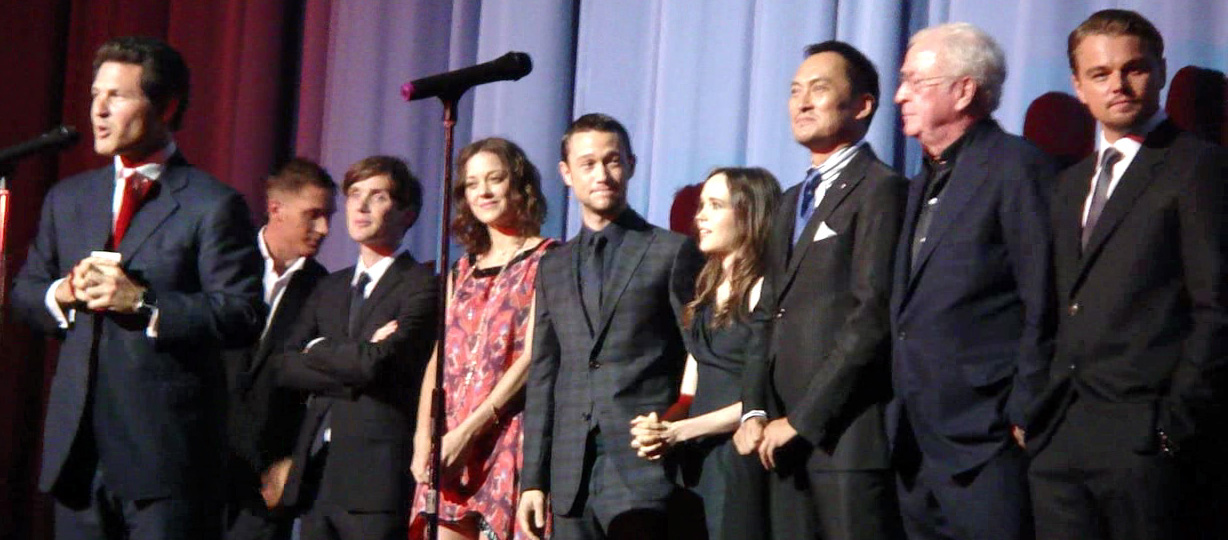
O elenco do filme, durante sua estreia em julho de 2010.

- Leonardo DiCaprio como Dom Cobb, o Extrator, um ladrão especializado em roubar segredos, infiltrando-se nos sonhos dos seus alvos. Cobb lidera uma equipe, formada por Arthur, Ariadne, Eames, Saito e Yusuf, com o objetivo de influenciar as ações de Robert Fischer através dos seus sonhos.
- Ken Watanabe como Saito, o Turista, um empresário que contrata Cobb, porém, insiste em se juntar a equipe.
- Joseph Gordon-Levitt como Arthur, o Armador, parceiro de Cobb e o responsável por fazer com que tudo saia de acordo com os planos, levantando informações sobre o alvo e se certificando de todos os detalhes do plano.
- Marion Cotillard como Mal Cobb, a Sombra, projeção feita por Cobb de sua falecida esposa, que é frequentemente uma presença malevolente nos seus sonhos. A antagonista principal do filme, ela é a manifestação da culpa que ele sente pelo suicídio da verdadeira Mal. Dom é incapaz de controlá-la, desafiando suas habilidades como extrator.
- Elliot Page como Ariadne, a Arquiteta, uma estudante de Arquitetura que é recrutada para construir os cenários dos sonhos, que são descritos como labirintos. O nome Ariadne vem da princesa da Mitologia Grega, filha do Rei Minos, que ajuda o herói Teseu dando a ele uma espada e uma bola com barbante para ajudá-lo a navegar pelo labirinto do Minotauro.
- Tom Hardy como Eames, o Falsificador, associado de Cobb que tem a capacidade de assumir a forma de outras pessoas para manipular Fischer em seus sonhos.
- Cillian Murphy como Robert Fischer, o herdeiro de um império de negócios e o alvo da equipe.
- Tom Berenger como Peter Browning, o padrinho de Fischer e executivo da companhia.
- Dileep Rao como Yusuf, o Químico, que formula as drogas que sustentam os vários níveis dos sonhos.
- Michael Caine como Miles, mentor de Cobb e pai de Mal, professor de Ariadne, que a recomenda para a equipe.
- Pete Postlethwaite como Maurice Fischer, pai de Robert.
- Lukas Haas como Nash, arquiteto anterior de Cobb que é substituído por Ariadne.

## Produção

### Origens

A escada de Penrose foi incorporada no filme como um exemplo de um objeto impossível que pode ser criado em mundos de sonhos lúcidos.

Inception foi desenvolvido por Christopher Nolan, baseando-se na noção de "explorar a ideia de pessoas dividindo um espaço de sonhos. Isso te dá a habilidade de acessar o inconsciente de alguém. Como isso seria usado e abusado?" Ainda mais, ele pensou "extrair uma informação do cérebro de alguém seria o uso óbvio disso, porque computadores podem ser roubados... até certo ponto, ou até esse filme eu digo, a ideia de que alguém pode roubar algo da cabeça de outra pessoa era impossível. Então, para mim, pareceu fascinante o abuso e o mal uso dessa tecnologia." Nolan tirou inspirações dos trabalhos de Jorge Luis Borges.
Nolan ficou pensando nessas ideias desde que tinha dezesseis anos, intrigado de como ele iria acordar e depois, quando se cai em um sono leve, saber e ter consciência de estar sonhando. Ele também teve consciência que poderia estudar o lugar onde se pode alterar os eventos do sonho. Ele disse, "Tentei trabalhar a ideia da manipulação e do arranjo de um sonho consciente ser uma habilidade que essas pessoa possuem. O roteiro é baseado nesses conceitos e experiências básicas."

### Desenvolvimento
Inicialmente, Nolan escreveu um tratamento de 80 páginas sobre os ladrões de sonhos. Originalmente, Nolan via Inception como um filme de terror, porém eventualmente ele o re-escreveu como um filme de ação mesmo pensando que "eles são deliberadamente superficiais em termos emocionais." Enquanto revisava o roteiro decidiu que nesse gênero o filme não funcionava porque a história "se baseia fortemente na ideia de um estado interior, a ideia de sonhos e memória. Eu percebi e precisei aumentar os ganhos emocionais." Nolan trabalhou no roteiro por dez anos. Quando começou a pensar no filme, Nolan se inspirou em outras produções tais como The Matrix, Dark City e Memento, dizendo "são baseados nos princípios que o mundo a sua volta pode não ser real."
Nolan mostrou pela primeira vez o roteiro a Warner Bros. em 2001, porém, achou que precisava de mais experiência em filmes de grande orçamento. Ele logo percebeu que um filme como Inception precisaria de um investimento alto devido ao fato que "quando se está falando sobre os sonhos, o potencial da mente humana é infinito. Precisa funcionar em uma grande escala." Depois de finalizar The Dark Knight, Nolan decidiu fazer Inception e passou seis meses completando o roteiro. Nolan disse que a chave para completar o roteiro foi imaginar o que aconteceria se várias pessoas dividissem o mesmo sonho. "Quando você remove a individualidade, se cria um infinito número de possibilidades onde as pessoas podem interagir com validade, peso e consequências dramáticas.
Leonardo DiCaprio foi o primeiro ator a ser escalado para o elenco. Nolan tentou trabalhar com ele por muitos anos e o encontrou diversas vezes, porém, nunca conseguiu motivá-lo a aparecer em seus filmes até Inception. DiCaprio finalmente concordou, pois ficou intrigado pelo conceito do filme. Ele e Nolan passaram meses discutindo sobre o roteiro. Nolan passou muito tempo o re-escrevendo para deixar o personagem de DiCaprio como "a força motivadora do filme" através de suas emoções. No dia 11 de fevereiro de 2009 a Warner Bros. anunciou que havia comprado Inception, escrito por Nolan.

### Filmagens
As filmagens principais começaram em Tóquio no dia 19 de junho de 2009, com a cena em que Saito contrata Cobb em um passeio de helicóptero pela cidade. A produção foi para o Reino Unido, em um hangar ao norte de Londres. Foi lá que o bar do hotel foi construído em um estrutura que podia ser virada até 30º. Um corredor de hotel foi construído pelo desenhista de produção Guy Hendrix Dyas, o supervisor de efeitos especiais Chris Corbould e o diretor de fotografia Wally Pfister. O corredor tinha a capacidade de virar 360º para criar o efeito de diferentes vetores da gravidade para as cenas onde a física do sonho fica caótica. A ideia foi inspirada por uma técnica semelhante usada por Stanley Kubrick em 2001: Uma Odisséia no Espaço. Nolan disse, "Eu fiquei interressado por essas ideias, técnicas e filosofias e aplicá-las em cenário de ação". Os cineastas planejaram um corredor de 12 metros de extensão, porém, quando a sequência ficou mais elaborada, cresceu para 30 metros. O corredor ficou suspenso por oito anéis concêntricos que foram espaçados equidistantemente e movimentados por dois motores elétricos gigantes. O ator Joseph Gordon-Levitt, que interpreta Arthur, passou várias semanas treinando no corredor. Nolan disse que o aparelho era "uma grande máquina de tortura, onde prendemos Joseph por semanas, porém, no final nós assistimos as filmagens e pareceu algo que nunca, nenhum de nós, tivesse visto antes. O ritmo é único e quando você assiste, mesmo sabendo como foi feito, tem confundidas suas percepções". Em 15 de julho de 2009, as filmagens foram na biblioteca da University College London. A placa na biblioteca foi mudada para "bibliothèque" ("biblioteca" em francês).
As filmagens foram na França, nas cenas de Cobb e Ariadne em um bistrô de Paris. Para a explosão que acontece na cena, as autoridades locais não permitiram o uso de explosivos reais. A produção usou nitrogênio em alta pressão para criar as séries de detonações. Pfister usou seis câmeras de alta velocidade para capturar as sequências de diferentes ângulos. A equipe de efeitos especiais adicionou mais destruição e objetos nas explosões. A próxima locação foi em Tânger que simulou Mombaça, onde Cobb contrata Eames e Yusuf. Para a perseguição nas ruas e nos becos da cidade, Pfister usou uma mistura de câmeras de mão e Steadicam. Tânger também foi usada para a sequência de invasão durante o início do filme.
Alguns cenários foram construídos nos estúdios da Warner Bros. em Burbank, Califórnia, incluindo as salas do castelo japonês de Saito. A sala de jantar foi inspirada no Castelo de Nijō, construído em 1603. Os cenários mostram uma mistura de arquitetura japonesa e influências ocidentais. A produção usou as ruas de Los Angeles para uma perseguição de carros, algo que também envolveu um trem no meio das ruas. Para trazer e usar o trem, os produtores adaptaram um motor de trem no chassi de um trator. A réplica foi feita a partir de moldes de partes reais de outro trens. Los Angeles também foi o palco da cena do climax do filme onde uma van Ford Econoline cai da Ponte Comodoro Schuyler F. Heim, em câmera lenta. A sequência foi filmada por vários meses, com a van sendo atirada por um canhão, de acordo com o ator Dileep Rao. Filmar os atores dentro da van, em câmera lenta, demorou um dia inteiro. Quando a van atinge a água, o desafio deles era não entrar em pânico.
A fase final de filmagens foi feita na província de Alberta, Canadá, no final de novembro de 2009. Um grande cenário foi construído no topo de uma estação de esqui descoberta pelo gerente de locações, levando três meses para ser concluída. A produção teve de esperar por uma nevasca pois estava previsto um cenário coberto por neve. A perseguição de esqui foi inspirada no filme de James Bond favorito de Nolan, On Her Majesty's Secret Service.
O diretor de fotografia Wally Pfister deu a cada local e nível de sonho um visual diferente: A fortaleza da montanha recebeu uma aparência estéril, o hotel um visual aconchegante e as cenas da van eram neutras. Isso foi feito para o público identificar imediatamente o local onde eles estavam durante o período de intensos cortes do filme.

### Efeitos visuais
Para as sequências de sonhos, Nolan manteve os efeitos gerados por computação no minímo e preferiu os métodos convencionais quando possível. O supervisor de efeitos visuais Paul Franklin construiu uma miniatura da fortaleza da montanha e a explodiu para o filme. Para as cenas sem gravidade ele usou a computação para sutilmente alterar elementos como espaço e tempo.
O efeito mais difícil foi a Cidade do Limbo, porque foi sendo desenvolvida constantemente durante a produção. Franklin pediu para artistas construirem conceitos baseados na visão ideal de Nolan: "Algo glacial, com uma arquitetura claramente modernista, porém, se desfazendo como icebergs". Franklin e sua equipe criaram algo que "parecia uma versão iceberg de Gotham City". Eles criaram um modelo básico de um glacial e depois os desenhistas criaram um programa que adicionava elementos como ruas, intersecções e ravinas até terem uma cidade complexa e orgânica. Para a sequência onde as ruas de Paris se dobram, Franklin e sua equipe criaram desenhos conceituais e depois uma animação por computador básica, para dar uma ideia de como a sequência iria ficar. Durante as filmagens, Nolan usou essa animação para dirigir Leonardo DiCaprio e Elliot Page na locação. Inception teve aproximadamente 500 cenas com efeitos visuais, um número que é considerado baixo para os filmes épicos atuais que possuem por volta de 1 500 a 2 000 cenas com efeitos visuais.

## Música
Hans Zimmer compôs a trilha sonora do filme, sendo essa sua terceira colaboração com Christopher Nolan depois de Batman Begins e The Dark Knight, ambas em colaboração com James Newton Howard. Zimmer descreveu a trilha como algo "bem eletrônico". Nolan pediu que Zimmer terminasse a trilha durante as filmagens. Em certo ponto Zimmer incorporou uma guitarra e pediu a permissão de Nolan para ter Johnny Marr, antigo guitarrista da banda The Smiths, tocando na trilha. Nolan permitiu e Marr aceitou o pedido, passando 12 horas por dia trabalhando nas gravações.
Para ganhar inspiração, Zimmer leu Gödel, Escher, Bach: An Eternal Golden Braid, de Douglas Hofstadter. Enquanto escrevia o roteiro, Nolan usou a música Non, je ne regrette rien, de Edith Piaf, porém quase a tirou quando ele escalou Marion Cotillard para atuar no filme, que tinha vencido um Oscar por interpretar Piaf no filme La Môme. Zimmer convenceu Nolan a manter a música no filme e até usou algumas partes na trilha sonora.
Faixas:
1. "Half Remembered Dream" (1:12)
2. "We Built Our Own World" (1:55)
3. "Dream Is Collapsing" (2:28)
4. "Radical Notion" (3:43)
5. "Old Souls" (7:44)
6. "528491" (2:23)
7. "Mombasa" (4:54)
8. "One Simple Idea" (2:28)
9. "Dream Within a Dream" (5:04)
10. "Waiting for a Train" (9:30)
11. "Paradox" (3:25)
12. "Time" (4:35)
13. "Projections" (7:04) (faixa bônus)
14. "Don't Think About Elephants" (5:35) (faixa bônus)

## Lançamento

### Bilheteria
Inception foi lançado tanto em cinemas convencionais como IMAX no dia 16 de julho de 2010. Teve sua estreia mundial em Londres no dia 8 de julho. Arrecadou 23,7 milhões de dólares em seu dia de estreia e 62,7 milhões de dólares em seu primeiro fim de semana. Ficou em sua primeira, segunda e terceira semana como número um em bilheteria, até cair para segundo em sua quarta semana, sendo ultrapassado por The Other Guys.
O filme arrecadou 292 587 330 dólares nos EUA e 546 794 568 milhões de dólares internacionalmente, para um total de 839 381 898 dólares. É o segundo filme de Christopher Nolan em arrecadação, atrás de The Dark Knight; e o segundo de Leonardo DiCaprio, atrás de Titanic. É o quarto filme de maior arrecadação do ano de 2010, atrás de Toy Story 3, Alice in Wonderland e Harry Potter and the Deathly Hallows: Part I.

### Crítica

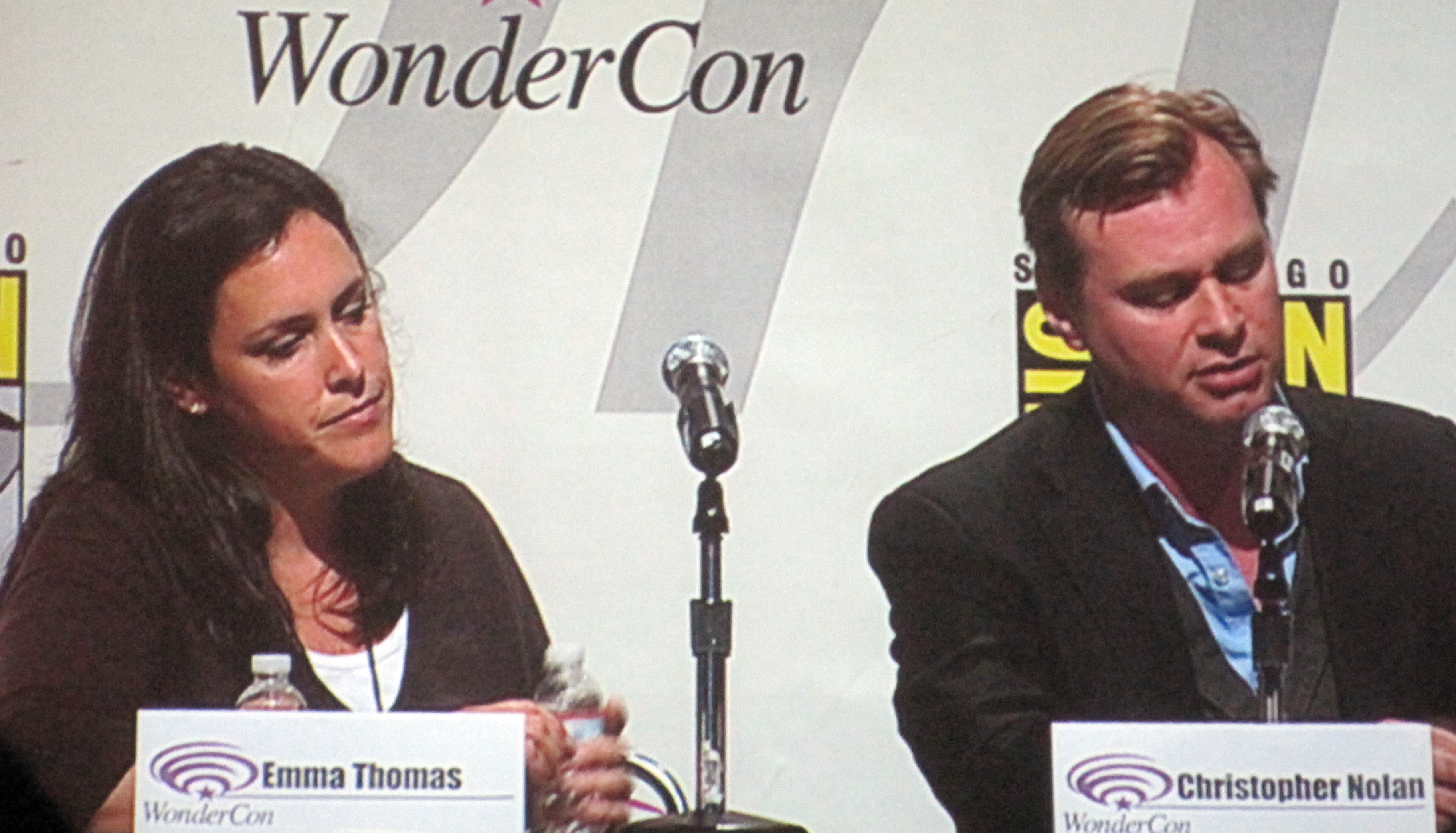
A produtora Emma Thomas e o diretor Christopher Nolan na WonderCon 2010, durante promoção do filme.

O filme foi aclamado pelas críticas, e chegou a ser comparado com Matrix. Um dos aspectos repetidamente comentado de forma positiva pelos críticos, foi o bom trabalho realizado na edição entre as cenas e a trilha sonora, composta por Hans Zimmer. No site Rotten Tomatoes o filme possui um indíce de aprovação de 86%, baseado em 274, com uma média de 8/10. O consenso do Rotten Tomatoes é "Esperto, inovativo e emocionante; Inception é aquele raro blockbuster de verão que tem sucesso visceralmente e também intelectualmente". No site Metacritic o filme tem uma aprovação de 74/100, baseado em 42 críticas, indicando "críticas geralmente favoráveis".
Pablo Villaça, do site Cinema em Cena, deu ao filme cinco estrelas de cinco, enaltecendo os aspectos técnicos do filme, as atuações, seu roteiro, direção e complexidade; dizendo que o filme permite "múltiplas conclusões" e que a narrativa não se perde em parar "periodicamente para mastigar os acontecimentos". Fábio Freire, do site Cinema com Rapadura, chegou a dizer, em sua análise, que o filme "é uma mostra da capacidade que o cinema tem de nos manipular por meio de imagens e sons e nos jogar sem pena em uma trama complexa e explosiva". Geo Euzébio, do site "Cineplayers", comparou o filme com Matrix, atribuindo-lhe uma nota 7 (em 10) e afirmando que "apesar da ótima premissa original sobre a expertise na manipulação dos sonhos, o filme se perde justamente na institucionalização de seu elemento narrativo mais forte, que é o procedimentosde inserção e permanência nos chamados sonhos compartilhados". Roberto Cunha, do site "Adoro Cinema", também viu no filme similaridades com Matrix e apontou o mesmo como forte concorrente ao Oscar 2010.

## Prêmios e indicações
Oscar
| Categoria                | Recipiente                                                 | Resultado |
| ------------------------ | ---------------------------------------------------------- | --------- |
| Melhor Filme             | Christopher Nolan e Emma Thomas                            | Indicado  |
| Melhor Roteiro Original  | Christopher Nolan                                          | Indicado  |
| Melhor Trilha Sonora     | Hans Zimmer                                                | Indicado  |
| Melhor Edição de Som     | Richard King                                               | Venceu    |
| Melhor Mixagem de Som    | Lora Hirschberg, Gary A. Rizzo e Ed Novick                 | Venceu    |
| Melhor Direção de Arte   | Guy Hendrix Dyas, Larry Dias e Doug Mowat                  | Indicado  |
| Melhor Fotografia        | Wally Pfister                                              | Venceu    |
| Melhores Efeitos Visuais | Peter Bebb, Chris Corbould, Paul Franklin e Andrew Lockley | Venceu    |

Golden Globe Awards
| Categoria            | Recipiente                      | Resultado |
| -------------------- | ------------------------------- | --------- |
| Melhor Filme - Drama | Christopher Nolan e Emma Thomas | Indicado  |
| Melhor Diretor       | Christopher Nolan               | Indicado  |
| Melhor Roteiro       | Christopher Nolan               | Indicado  |
| Melhor Trilha Sonora | Hans Zimmer                     | Indicado  |

BAFTA Awards
| Categoria                  | Recipiente                                                 | Resultado |
| -------------------------- | ---------------------------------------------------------- | --------- |
| Melhor filme               | Christopher Nolan e Emma Thomas                            | Indicado  |
| Melhor diretor             | Christopher Nolan                                          | Indicado  |
| Melhor roteiro original    | Christopher Nolan                                          | Indicado  |
| Melhor fotografia          | Wally Pfister                                              | Indicado  |
| Melhor edição              | Lee Smith                                                  | Indicado  |
| Melhor música              | Hans Zimmer                                                | Indicado  |
| Melhores efeitos visuais   | Chris Corbould, Paul Franklin, Andrew Lockley e Peter Bebb | Venceu    |
| Melhor desenho de produção | Guy Hendrix Dyas, Larry Dias e Doug Mowat                  | Venceu    |
| Melhor som                 | Richard King, Lora Hirschberg, Gary Rizzo e Ed Novick      | Venceu    |
| Melhor ator em ascensão    | Tom Hardy                                                  | Venceu    |

Screen Actors Guild Awards
| Categoria                                        | Recipiente | Resultado |
| ------------------------------------------------ | ---------- | --------- |
| Melhor performance por equipe de dublês em filme |            | Venceu    |

Scream Awards
| Categoria                         | Recipiente                     | Resultado |
| --------------------------------- | ------------------------------ | --------- |
| Melhor filme                      |                                | Venceu    |
| Melhor filme de ficção científica |                                | Venceu    |
| Melhor diretor                    | Christopher Nolan              | Indicado  |
| Melhor roteiro                    | Christopher Nolan              | Indicado  |
| Melhor ator de ficção científica  | Leonardo DiCaprio              | Venceu    |
| Melhor atriz de ficção científica | Elliot Page                    | Indicado  |
| Melhor ator coadjuvante           | Joseph Gordon-Levitt           | Venceu    |
| Melhor atriz coadjuvante          | Marion Cotillard               | Indicado  |
| Melhor revelação                  | Tom Hardy                      | Venceu    |
| Melhor ponta                      | Michael Caine                  | Indicado  |
| Melhor elenco                     |                                | Indicado  |
| Melhor cena de luta               | Luta no Hotel sem Gravidade    | Venceu    |
| Cena do ano                       | Trem passa pelo meio da cidade | Indicado  |
| Cena do ano                       | Ruas de Paris se dobram        | Indicado  |
| Melhores efeitos visuais          |                                | Indicado  |